# L'assassino... è al telefono
L'assassino... è al telefono è un film del 1972, diretto da Alberto De Martino.

## Trama
Una donna è perseguitata dall'uomo che, cinque anni prima, ha ucciso suo marito.
L'assassino teme possa testimoniare contro di lui, ma non sa che - a causa del trauma subito - la donna ha perso la memoria.